# Poll-a’Mhuilt-Member
Das Poll-a’Mhuilt-Member ist das oberste Member der mesoproterozoischen Bay-of-Stoer-Formation, die auf dem Hebriden-Terran entlang der Nordwestküste Schottlands abgelagert worden war. Das Member bildet zusammen mit der Bay-of-Stoer-Formation einen Teil der Stoer Group.

## Etymologie

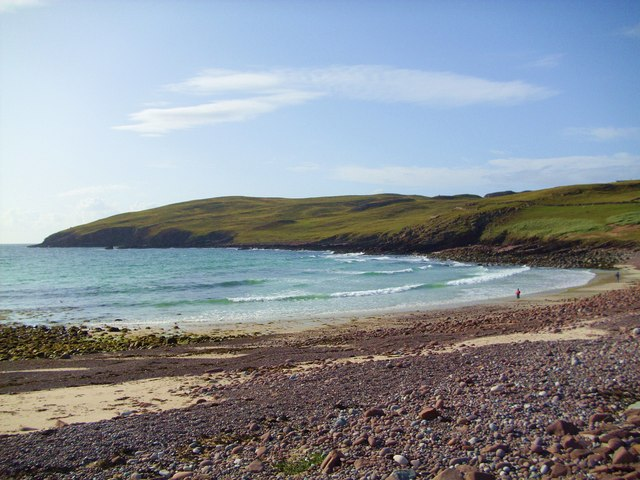
Die Nordseite der Bay of Stoer. Die erste Felsrippe besteht aus dem Stac-Fada-Member, die Depression links dahinter enthält das Poll-a’Mhuilt-Member. Die Landspitze wird von der Meall-Dearg-Formation aufgebaut.

Das Schottisch-Gälische Substantiv poll bedeutet Wasserloch, Tümpel, es ist somit verwandt mit dem Englischen pool. Mhuilt ist die lenisierte Form von muilt bzw. mult mit der Bedeutung Schafsbock, Widder (meist kastriert). Das Substantiv mult leitet sich seinerseits vom Altirischen molt ab. Die Form a’ vertritt den Artikel na (der, die, das) vor Konsonanten, wie z. B. vor m. Poll a’Mhuilt ist somit der Schafsbockstümpel. Poll a’Mhuilt bezieht sich in diesem Fall auf den Cnoc Poll a’Mhuilt – eine 109 Meter hohe Anhöhe in der Nähe der Typlokalität. Das Substantiv cnoc, abgeleitet vom Altirischen cnocc, bezeichnet eine Geländeerhebung.

## Vorkommen
Die Typlokalität des Members liegt an der Nordseite der Bay of Stoer. Hier erreicht das Member seine volle Mächtigkeit von 90 bis 100 Meter. Südlich von Stoer geht seine Mächtigkeit zurück. Weitere Vorkommen finden sich weiter südlich an der Enard Bay (25 Meter), bei Achiltibuie (nur wenige Meter), am Stattic Point (10 Meter) und bei Second Coast (etwas mehr als 5 Meter).

## Stratigraphie

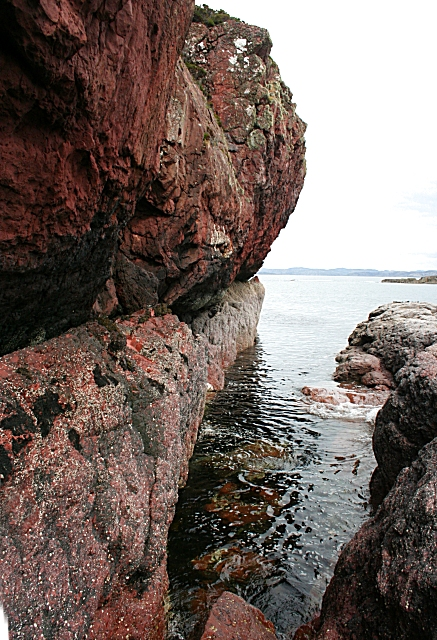
Kontakt zwischen dem Poll-a’Mhuilt-Member (unten) und der Meall-Dearg-Formation (oben) bei Camas a'Bhothain

Innerhalb der Bay-of-Stoer-Formation folgt das Poll-a’Mhuilt-Member unmittelbar auf das Stac-Fada-Member. Es wird seinerseits von der Meall-Dearg-Formation überlagert, deren Basis mit roten Sandsteinen einsetzt und erosiver Natur ist. Der Liegendkontakt zum Stac-Fada-Member ist durch das erstmalige Einsetzen von roten Tonsteinen definiert. Örtlich (wie zum Beispiel in der Enard Bay) kann das Poll-a’Mhuilt-Member an ehemaligen Hochstellen auch direkt dem Lewisian des Grundgebirges aufsitzen.

## Sedimentologie
Das Poll-a’Mhuilt-Member ist eine relative dünne Abfolge von vorwiegend rot bis dunkelgrau gefärbten Silt- und feinkörnigen Sandsteinen, die im unteren Abschnitt mit tonigen Sandsteinen wechsellagern. Die obere Hälfte besteht rein aus massiven roten Tonsteinen. Diese teils karbonatischen Sedimente werden als Ablagerungen in einem verlandenden See angesehen. 
Das Poll-a’Mhuilt-Member ist äquivalent zur lakustrinen Fazies Ct 3 der Clachtoll-Formation. Es gibt die Entwicklungsgeschichte eines anfänglich perennisierenden Sees mit großem Einzugsgebiet wider, welcher schließlich versumpfte.
Das Member stellt eine sich ins Hangende verflachende Sedimentabfolge dar, in welcher sich anfangs sehr rasch lakustrine Bedingungen einstellten. Anschließend wurde dieses lakustrine Becken mit Sediment verfüllt. Während der Anfangsphase und während der Maximalablagerung bildeten sich Laminite. Die Laminite bestehen aus siltreichen und organisch angereicherten Couplets, deren Laminae im Schnitt nicht dicker als 0,27 bis 0,40 Millimeter werden. Sie werden als nicht-glazigene, lakustrine Warven gedeutet. Die jährliche Warvenlagerung wird durch jahreszeitliche Veränderungen im Sedimenteintrag bestimmt. Während der nasskalten Jahreszeit wurde wegen des erhöhten Abflusses klastisches Material geschüttet. Mit Beginn der wärmeren und trockeneren Sommerzeit kam es zur Karbonatfällung und Phytoplankton produzierte organische Laminae. Die jeweilige Dicke der Warven kann hierbei als stellvertretend für die jeweiligen klimatischen Bedingungen herangezogen werden.
Sedimentstrukturen sind Rutschfaltungen (engl. slump folds) im Liegenden sowie im Mittelabschnitt Schrägschichtungen des Fischgrätentyps (engl. herringbone cross-lamination), Rippelmarken und Flaser- bzw. Linsenschichtung, im oberen Abschnitt Trockenrisse und pedogene Strukturen. Die für die Rippelmarken verantwortliche Strömung ist nach N 100 (Ost) orientiert. Die Schrägschichtungen zeigen jedoch nach N 050 (Nordost).

## Gliederung
Das Poll-a’Mhuilt-Member kann in 8 Einheiten gegliedert werden – Einheiten A bis H.

### Einheit A (0 bis 4 Meter)
Die unterste Einheit A umfasst fein- bis mittelkörnige Sandsteine, die Karbonatknauer des Sabkhamilieus enthalten, abgelagert als Flachwasserfazies eines Sees. Die Sandsteine sind mit Rinnen versehen und zeigen Trogschrägschichtung und Rippeln oder sind flach laminiert. Sie führen einen nicht unwesentlichen Anteil vulkanischer Asche und haben daher einen recht hohen Nickelgehalt von 130 bis 150 ppm. Die vulkanische Asche wird jedoch mittlerweile als wiederaufgearbeitete Impakt-Lapillis aus dem unterlagernden Stac-Fada-Member interpretiert.

### Einheit B (4 bis 6 Meter)
Einheit B baut sich aus in Seeufernähe abgesetzten dünnen Kalklagen und scheckigen, grauroten Tonen auf. Die Kalklagen enthalten so genannte Hühnerdrahtstrukturen (engl. chicken-wire fabric). Hierbei handelt es sich um Pseudomorphosen von Kalzit und Albit, die Gips ersetzen. Die Karbonate sind mikrokristallin, sekundärer Kalzitersatz ist selten.

### Einheiten C, D und E (6 bis 23 Meter)
Nach Ablagerung der Kalke vertiefte sich die Wassertiefe abrupt um 40 Meter und es sedimentierten jetzt bis Meter 12 dunkelgraue bis schwarze, kohlenstoffreiche, kalkhaltige Tonsteine der Einheit C, die Cryptarchen enthalten. Darüber legten sich rote Tonsteine und dünne Sandsteine mit symmetrischen Rippeln und ausreichend Trockenrissen.
Während der Sedimentation der Einheiten C, D, und E war der See hydrologisch geschlossen, d. h. die Evaporation war stärker als der Zufluss – zu erkennen am Gehalt von Gips (Pseudomorphosen) und Bor. Gipspseudomorphosen sind vom oberen Abschnitt von A bis in die Einheit F vorhanden. Der Borgehalt im Illit verdoppelte sich in dieser Periode und Bor konzentrierte sich im Wasser um den Faktor 10. Einheit D und der Beginn von E zeigen gradierte Schichtung.

### Einheiten E und F (23 bis 50 Meter)
In den Einheiten E und F finden sich schichtparallele Kalzitadern, die wahrscheinlich aus diagenetischen Flüssigkeiten hervorgegangen sind. Gleichzeitig wird ein ansteigender Anteil von Klastika, die aus westlicher Richtung eingetragen wurden, deutlich. Klastische Laminite hatten sich aber schon zuvor in C und D gebildet. Es treten jetzt zu den Kalzitadern 5 bis 50 Zentimeter dicke Fein- bis Mittelsandbänke mit symmetrischen Wellenrippeln, die bereits kurz gegen Ende der Einheit A erschienen waren und dann auch in der gesamten Einheit G zu finden sein werden. Die Sandbänke enthalten ferner die bereits erwähnten Schrägschichtungen des Fischgrätentyps sowie Flaser- bzw. Linsenschichtung. Die Bänke verlieren ins Hangende an Mächtigkeit.
Gegen Ende der Einheit F ging die Wassertiefe drastisch zurück. 

### Einheiten G und H (50 bis 100 Meter)
Mit Beginn der Einheit G verlor der See seinen permanenten Charakter und wurde ephemer, denn die Tone in G und H werden alle von Trockenrissen und pedogenen Erscheinungen durchsetzt. Sein Einzugsgebiet ging zurück und somit auch die Sediment- und Wasserzufuhr. Ab der Einheit H entstand ein Sumpf, dessen Einzugsgebiet in etwa gleich groß war. Der Sumpf wurde dann jäh von den Sedimenten der Meall-Dearg-Formation – eventuell tektonisch bedingt – von Osten verschüttet (Faziesassoziationen FA1 und FA2 der Meall-Dearg-Formation).
Sedimentologisch besteht G aus massiven roten Tonsteinen mit laminierten Tonen und Rippeln und untergeordneten dünnen feinkörnigen Sandsteinlagen, die ebenfalls Rippeln tragen. Die Einheit H ist ebenfalls ein massiver roter Tonstein, unterscheidet sich aber durch teils zerbrochene und gestörte Schichtungsverhältnisse.

## Mariner Einfluss
Die allgemein anerkannte Interpretation des Poll-a’Mhuilt-Members als ausschließlich lakustrine Fazies wird jedoch mittlerweile durch Isotopenuntersuchungen an Molybdän, Strontium und Schwefel sowie durch sedimentologische Beobachtungen in Frage gestellt, welche eher auf einen marinen Einfluss verweisen.
Zweifellos sprechen einige Sedimentstrukturen eindeutig für nicht-marine Ablagerungsbedingungen, wie beispielsweise die untersten 4 Meter der Einheit A, die auf ein fluviatiles Milieu verweisen oder die pedogen beeinflussten oberen Einheiten G und H. Jedoch finden sich im Mittelabschnitt neben Flaser- und Linsenschichtung auch Nadelstreifung (engl. pin-stripe lamination), Reaktivierungsflächen, Tonüberzüge (engl. mud drapes) und Schrägschichtungen des Fischgrätentypus (letztere indizieren ein Umkehren der Strömungsverhältnisse) – alles Sedimentstrukturen, die für eine von Gezeiten beeinflusste Sedimentation im Intertidal sprechen.

## Alter
Das Poll-a’Mhuilt-Member ist bisher noch nicht radiometrisch datiert worden. Eine Altersbestimmung besteht jedoch für das unmittelbar unterlagernde Stac-Fada-Member. Diese erbrachte 1177 ± 5 Millionen Jahre. Das Poll-a’Mhuilt-Member kann folglich auf etwa 1175 Millionen Jahre und somit ins Stenium eingestuft werden.

## Sonnenzyklen
In ihrer Untersuchung der Laminite des Poll-a’Mhuilt-Members konnten S. D. Andrews und Kollegen (2010) nachweisen, dass die Warven den 11-jährigen Sonnenfleckenzyklus aufgezeichnet hatten. Dies zeigt, dass seit etwa 1200 Millionen Jahren die Sonnenaktivität nach wie vor denselben Zyklen folgt (in diesem Fall dem Schwabezyklus) – ein sehr bedeutendes Ergebnis.

## Fossilien
Die grauschwarzen Tonsteine im liegenden Abschnitt sind euxinisch und enthalten organischen Kohlenstoff, der sich auch in den Laminiten findet. Laut Strother (2011) führen sie Algen und die frühesten Eukaryoten. Auch Cryptarchen wurden berichtet. Martin Brasier und Kollegen haben daraufhin im Jahr 2019 Stromatolithen-ähnelnde Strukturen im Poll-a’Mhuilt-Member genauer untersucht, konnten aber eine Biogenizität in den domartigen Kalkaufwölbungen nicht nachweisen und stuften die Strukturen daher als Pseudostromatolithen ein.

## Metamorphose
Das Poll-a’Mhuilt-Member hat nur eine sehr niedriggradige Regionalmetamorphose erfahren, welche aber nicht ausreichte, um primäre sedimentäre Strukturen unkenntlich zu machen. Im Verlauf dieser niedriggradigen Metamorphose wurden 120 °C nicht überschritten.